# Ängssparv
Ängssparv (Emberiza cioides) är en asiatisk fågel i familjen fältsparvar inom ordningen tättingar.

## Fältkännetecken

### Utseende
Ängssparven är en 15-16 centimeter lång fältsparv. Den adulta hanen är har en mestadels rostbrun kropp med mörka streck på ryggen. Det distinkt tecknade huvudet är brunt med vitt på ögonbrynsstreck, mustaschstreck och strupe samt gråa halssidor. Benen är brunskära och stjärten har vita yttre stjärtpennor. Den adulta honan liknar hanen, men är mattare och blekare med mindre distinkt huvudteckning. 

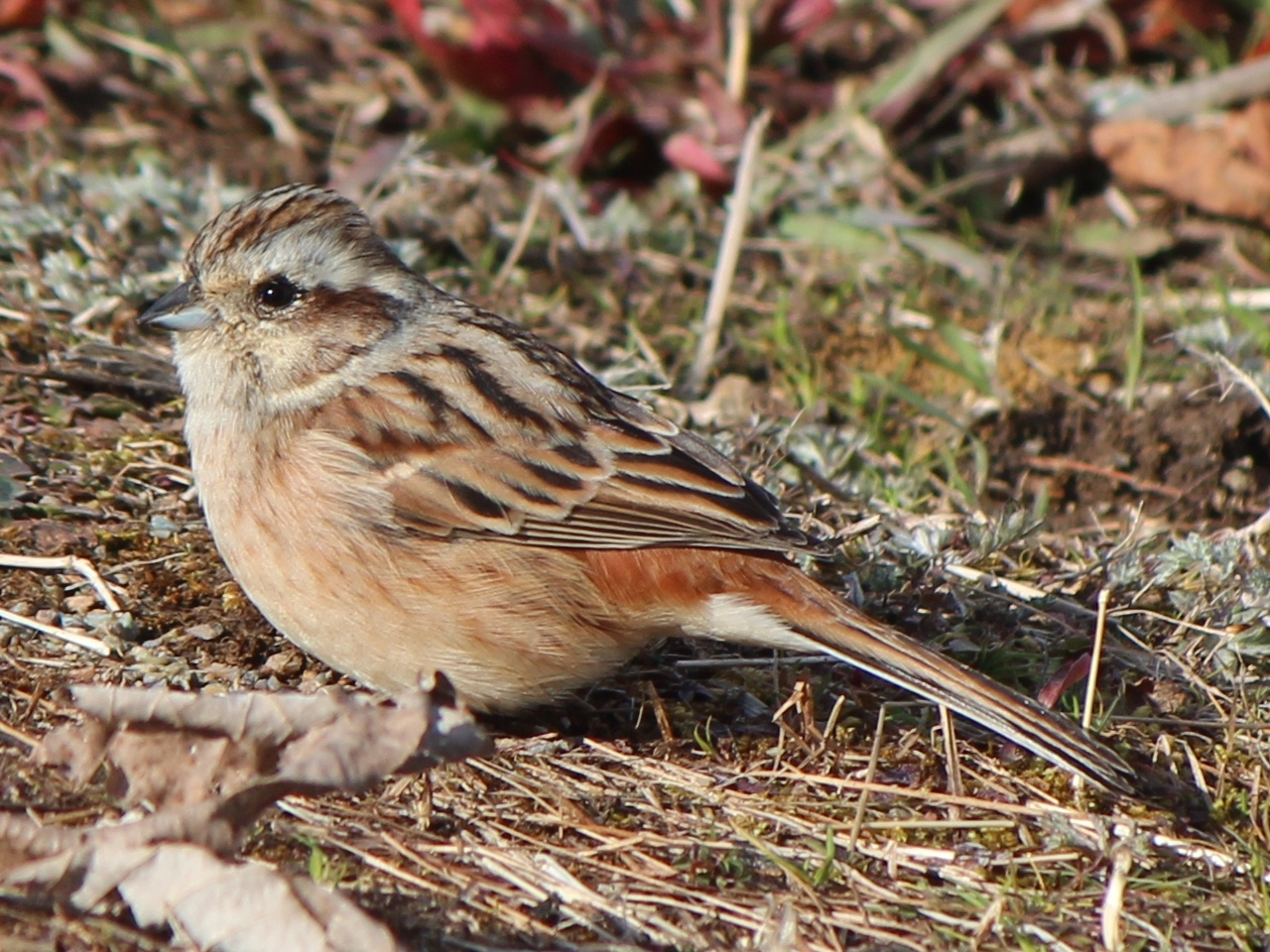
Adult hona.

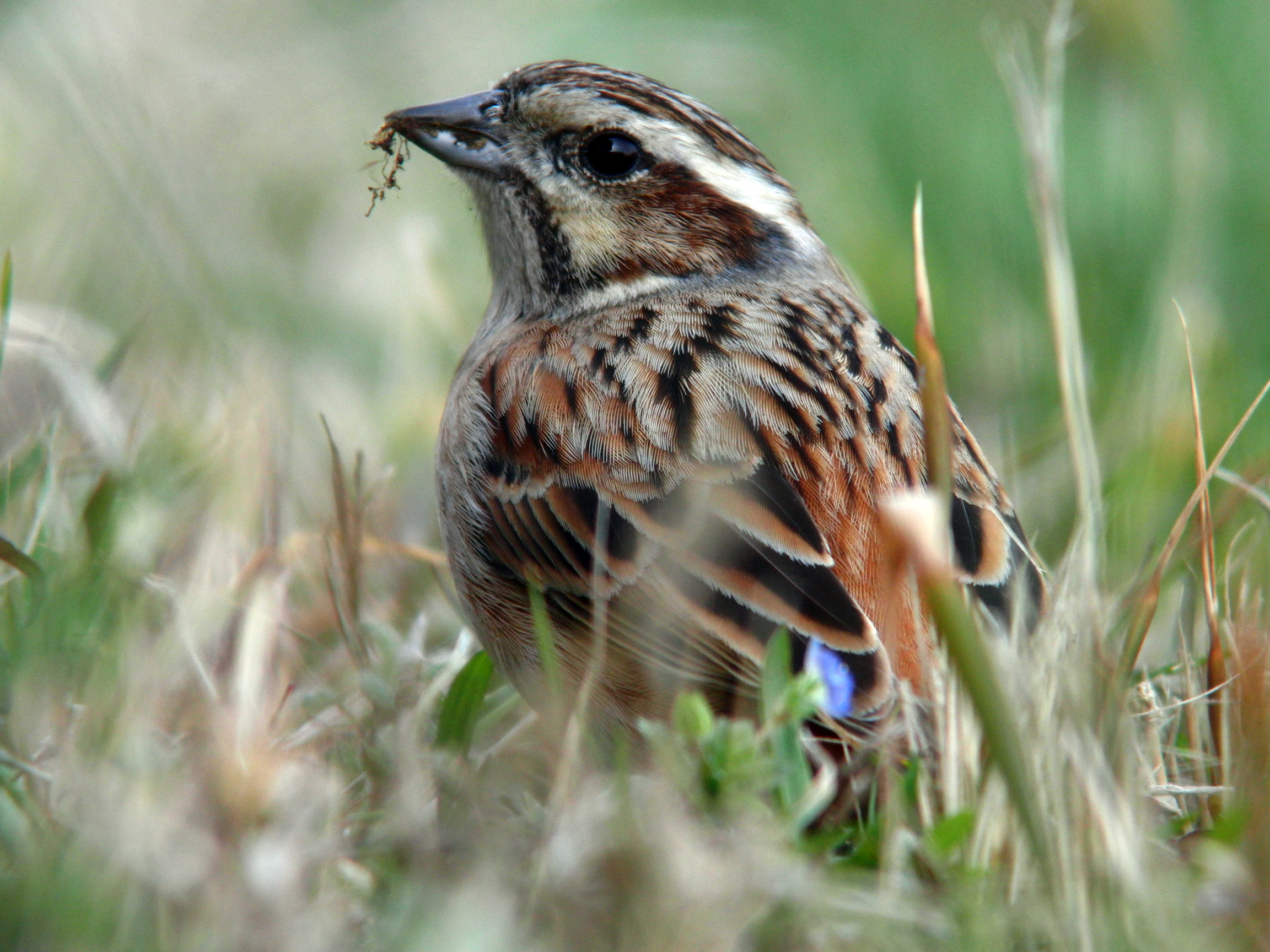
Adult hane.

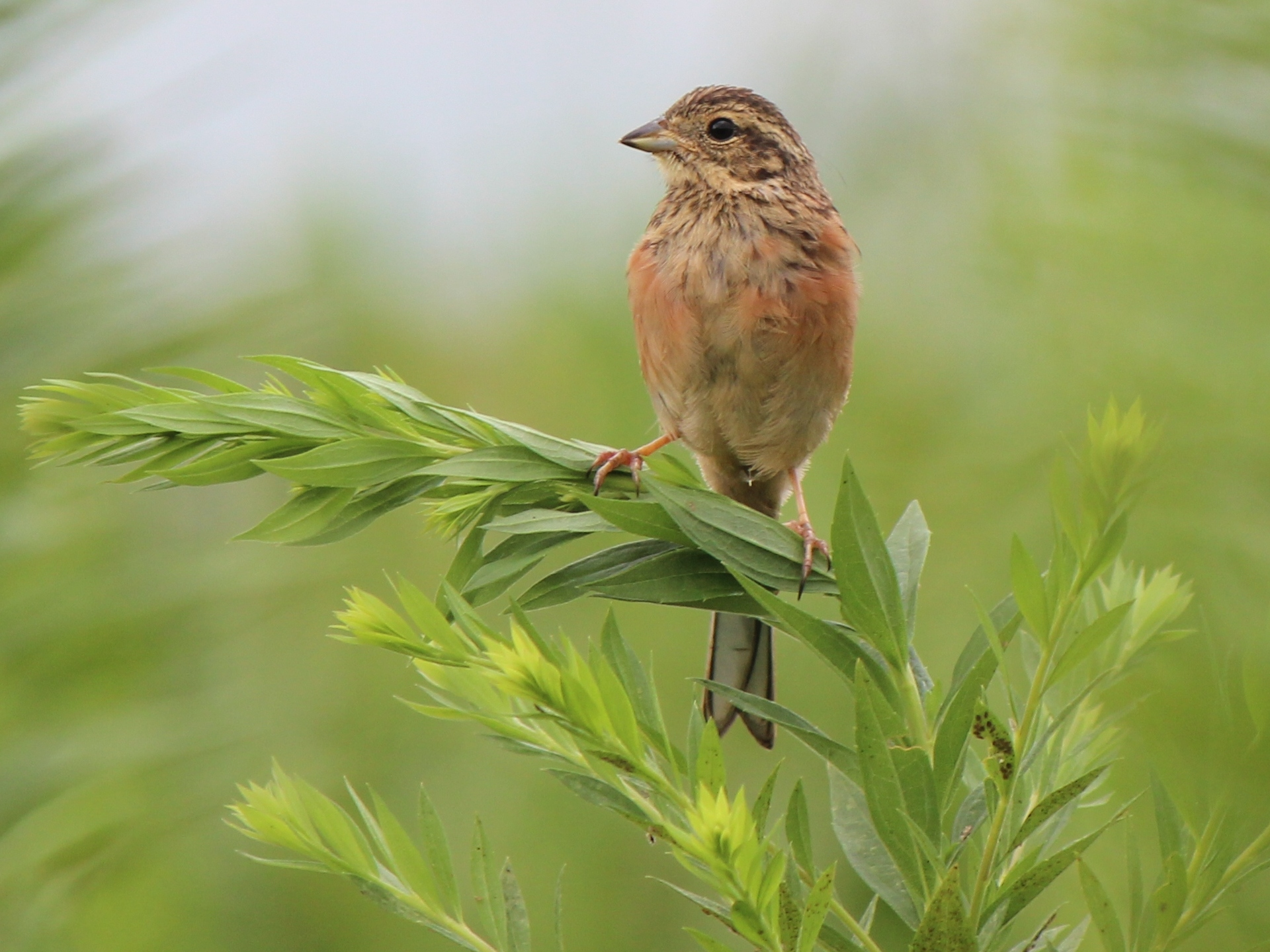
Juvenil

### Läte
Ängssparven sjunger en snabb och kort ramsa från en upphöjd sittplats. Lätet är en serie om upp till fyra vassa toner.

## Utbredning och systematik
Ängssparv delas upp i fem underarter med följande utbredning:
- Emberiza cioides tarbagataica – flyttfågel som häckar i bergstrakter i Centralasien. Den övervintrar så långt söderut som till norra Mongoliet.
- Emberiza cioides cioides – häckar från nordvästra Altajbergen till Transbajkal och Mongoliet.
- Emberiza cioides weigoldi – häckar från östra Transbajkal till Manchuriet, norra Liaoning och Nordkorea.
- Emberiza cioides castaneiceps – häckar i södra och centrala Korea och östra Kina.
- Emberiza cioides ciopsis – flyttfågel som häckar p södra Kurilerna och på de japanska öarna. Den övervintrar så långt söderut som till södra Honshu.

Det finns ett flertal fynd från Europa, bland annat en hane som observerades på finska Utö 20 maj 1987 och en ungfågel på Malungs flygfält i svenska Dalarna 12 oktober 2020. Inga av dessa tros dock ha nått Europa på naturlig väg.

### Släktskap
Ängssparven är nära släkt med både klippsparv (E. cia) och mongolsparv (E. godlewskii).

## Ekologi
Arten förekommer i torra och öppna områden som buskmarker, odlingsbygd, gräsmarker och öppet skogslandskap. Den bygger sitt bo lågt i en buske eller direkt på marken, där den lägger tre till fem ägg som ruvas i elva dagar. Ungarna är flygga efter ytterligare elva dagar. Paren är monogama och återvänder till samma häckningsområde år efter år.

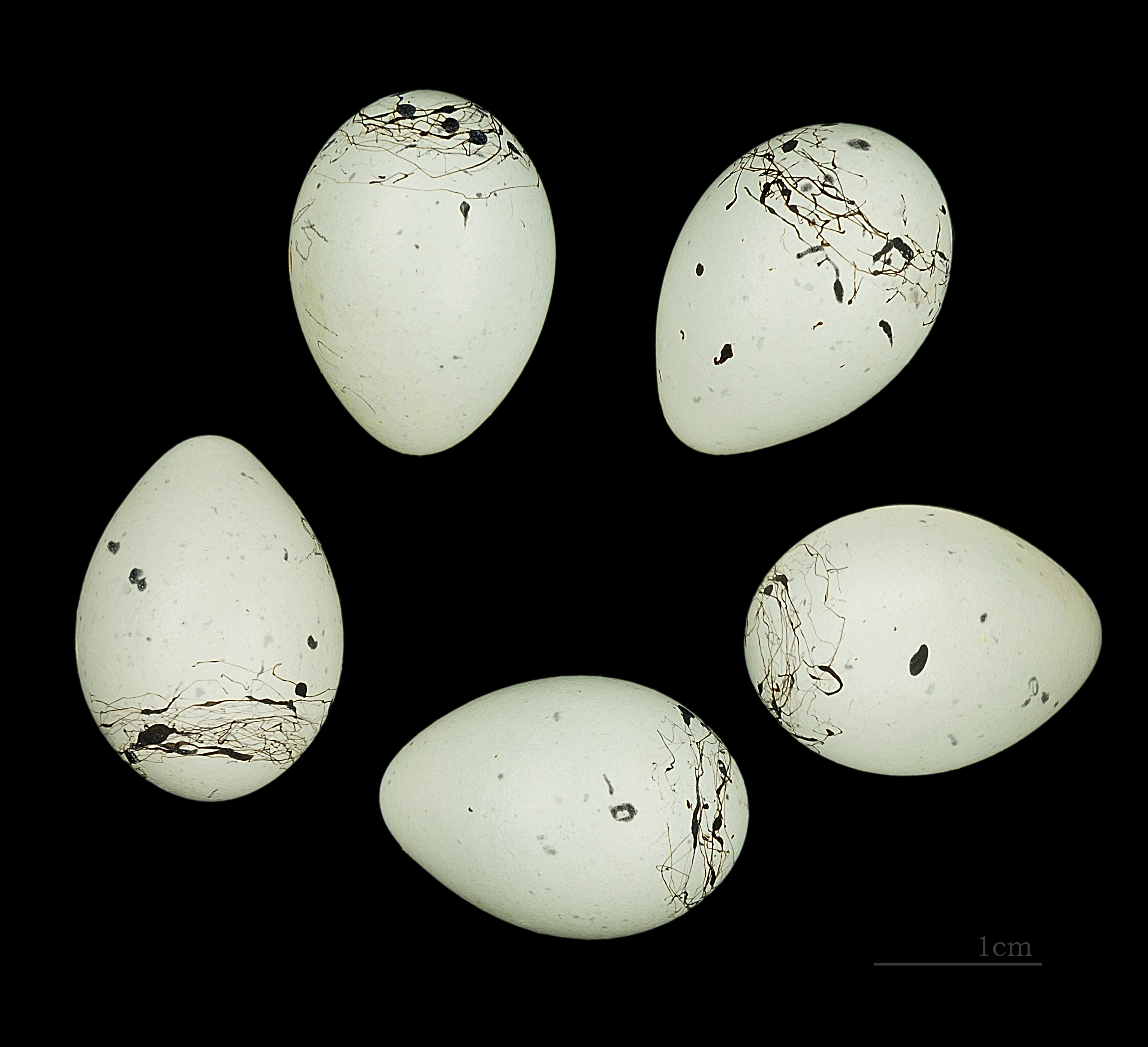
Kull med ägg

## Status och hot
Arten har ett stort utbredningsområde och en stor population med stabil utveckling och tros inte vara utsatt för något substantiellt hot. Utifrån dessa kriterier kategoriserar internationella naturvårdsunionen IUCN arten som livskraftig (LC). Världspopulationen har inte uppskattats men den beskrivs som ganska vanlig till lokalt vanlig.